# Gurmazovo, Sofia
Gurmazovo (în bulgară Гурмазово) este un sat în comuna Bojuriște, regiunea Sofia,  Bulgaria. 

## Demografie
Componența etnică a satului Gurmazovo
     Turci (1,09%)
     Bulgari (95,84%)
     Nicio identificare (3,06%)
     Altele (0%)
La recensământul din 2011, populația satului Gurmazovo era de 457 locuitori. Din punct de vedere etnic, majoritatea locuitorilor (95,84%) erau bulgari, cu o minoritate de turci (1,09%). Pentru 3,06% din locuitori nu este cunoscută apartenența etnică.